# Şad Bār
Şad Bār (persiska: صَد بار, سَدباد, صدبار) är en ort i Iran.   Den ligger i provinsen Kurdistan, i den nordvästra delen av landet, 500 km väster om huvudstaden Teheran. Şad Bār ligger 1 658 meter över havet och antalet invånare är 500.
Terrängen runt Şad Bār är lite bergig. Runt Şad Bār är det ganska tätbefolkat, med 93 invånare per kvadratkilometer. Närmaste större samhälle är Bāneh, 11,2 km söder om Şad Bār. Trakten runt Şad Bār består i huvudsak av gräsmarker.